# Aongstroemia subcompressa
Aongstroemia subcompressa är en bladmossart som beskrevs av Hampe in C. Müller 1859. Aongstroemia subcompressa ingår i släktet Aongstroemia och familjen Dicranaceae. Inga underarter finns listade i Catalogue of Life.